# Bataille de Champtoceaux
Batailles
La bataille de Champtoceaux, aussi connue sous le nom de bataille de l'Humeau, inaugure en 1341 la guerre de succession de Bretagne, un conflit dynastique en Bretagne qui s'inscrit dans la guerre de Cent Ans qui oppose déjà la France à l'Angleterre. La bataille aurait dû décider l'issue de cette guerre de succession, car l'un des prétendants au trône ducal, Jean de Montfort, fut fait prisonnier. Pourtant, son épouse Jeanne de Flandre et son jeune fils Jean parvinrent à s'enfuir. Leur fuite et le soutien indéfectible de leurs alliés anglais leur permirent de poursuivre la résistance et finalement de faire basculer en leur faveur la victoire finale.

## Le conflit dynastique
La guerre de Succession de Bretagne éclate lorsque le duc Jean III décède sans descendants le 30 avril 1341. Le trône ducal est alors revendiqué par deux membres de la maison capétienne de Dreux : d'une part, le demi-frère du défunt duc, Jean de Montfort, d'autre part, sa nièce Jeanne de Penthièvre. L'époux de Jeanne, Charles de Blois, est le neveu du roi Philippe VI de France. Le roi de France prend fait et cause pour son neveu mais il n'est pas prêt à supporter une guerre coûteuse sur la péninsule bretonne. Philippe encourage alors Jean et Charles à négocier pacifiquement. À ce moment-là, le roi Édouard III d'Angleterre s'implique dans le conflit dynastique et décide d'offrir un soutien militaire et financier à Jean de Montfort si Jean accepte de lui prêter serment d'hommage. Si Jean parvenait à devenir duc de Bretagne, il reconnaîtrait alors Édouard comme le véritable roi de France. Ironiquement, en soutenant Jean de Montfort, Édouard III sabote sa propre revendication au trône de France puisqu'il la détient de sa mère Isabelle de France. L'idée de voir des troupes anglaises arriver en Bretagne et ainsi se frayer un chemin vers le royaume de France terrifie Philippe VI. Il décide alors de gagner la guerre de Succession en Bretagne avant que les troupes d'Édouard  ne débarquent. Jean de Montfort n'est quant à lui pas dupe face aux intentions de Philippe car il s'enfuit de Paris quelques jours avant que Philippe n'ordonne son arrestation pour avoir comploté avec Édouard III. Montfort arrive rapidement à Nantes et commence à lever des troupes.

## L'avancée de Charles de Blois
Fin septembre 1341, Charles de Blois a 5 000 soldats français sous ses ordres, 2,000 mercenaires génois et un nombre inconnu mais important de soldats bretons au sein de son armée. Il campe avec son armée à Angers dans la vallée de la Loire. Le commandement de toute l'armée mobilisée est en réalité sous les ordres du duc de Normandie, qui lui-même est conseillé par le duc de Bourgogne, bien que Charles de Blois soit lui-même désigné commandant des forces bretonnes. 
Au moment où Charles de Blois est prêt à envahir la Bretagne en octobre 1341, Montfort s'est emparé de presque tous les châteaux et villes de l'est de la Bretagne. Les bastions montfortistes comprennent les villes de Rennes, de Dinan et de Champtoceaux, cette dernière contrôlant l'entrée de la vallée de la Loire. La ville de Champtoceaux est le premier objectif des blésistes avant qu'ils ne s'emparent de leur cible finale : la capitale bretonne qui était alors Nantes. Charles arrive près de Champtoceaux le 10 octobre avec une partie de son armée et y met le siège avant que le reste de son armée ne soit rassemblé. Cette armée impressionnante se déplaçait plus lentement mais elle alarmait néanmoins les partisans de Jean de Montfort. Conscient de l'inquiétude grandissante parmi ses fidèles, Montfort décide alors d'agir : il rassemble quelques forces et marche en toute hâte afin de soulager Champtoceaux.

### La bataille de Champtoceaux
La tentative de secours de Champtoceaux est un échec pour Jean de Montfort. Ses forces sont dispersées dans une douzaine de garnisons et il ne peut donc rassembler qu'une poignée d'hommes de Nantes pour rejoindre ses soldats assiégés à Champtoceaux. Montfort est alors largement en infériorité numérique : l'avant-garde de Charles de Blois qui lui fait face et le reste de l'armée française le prennent en étau. Ne pouvant compter sur le soutien d'Édouard III avant le Nouvel An, il fait une halte près de la ferme de l'Humeau, située à quelques kilomètres de Champtoceaux. Jean de Montfort espère y trouver des soutiens qui l'informeront de la position de l'armée de Charles de Blois. À sa grande surprise, il trouve Charles lui-même qu'il attaque immédiatement. Ce dernier se barricade dans la tour de la ferme et défait toutes les tentatives de Montfort qui souhaite le capturer. Pendant deux jours, les deux rivaux s'affrontent sans interruption mais Charles tient bon. Pendant ce temps, l'armée française se dirige vers les bastions montfortistes. Rejoint par des renforts, Jean engage une série d'escarmouches avec l'avant-garde de l'armée française mais ne peut l'empêcher de se rapprocher de Nantes.

### Le siège de Nantes
Finalement, Montfort reconnait sa défaite à Champtoceaux et galope aussi vite qu'il peut pour atteindre Nantes. Il est poursuivi par la cavalerie française qui vient de rejoindre Charles de Blois à l'Humeau. Il perd beaucoup de soldats et mercenaires à Champtoceaux, qui capitule le 26 octobre lorsque sa fuite devient connue. En arrivant à Nantes, Montfort est accueilli froidement par la population. Les Nantais acceptent de le soutenir seulement si une armée de secours arrive avant un mois. Autrement la ville capitulerait sans combat. Les montfortistes tentent plusieurs sorties face à l'armée française qui a encerclé la ville. Celle-ci s'attaque aux forts tenus par les partisans de Jean. Les défenseurs capturés sont exécutés par les Français devant les murs de la ville et le mécontentement gronde dans la ville de Nantes face à l'inefficacité de Jean de Montfort. Ce dernier a d'ailleurs du mal à rassembler des troupes suffisantes. Finalement, à la fin du mois d'octobre, une sortie s'achève en désastre lorsque les mercenaires de Jean le désertent. Le contingent nantais chargé de défendre la ville est annihilé. Les montfortistes capturés sont décapités et leurs têtes catapultées vers la ville. Jean est contraint par le conseil la ville de se rendre le 2 novembre. Il est transféré au château du Louvre à Paris où il est incarcéré.

## Conséquences
Rapidement, les places-fortes de Jean de Montfort se rendent ou sont prises par l'armée française après de brefs sièges. Pendant l'hiver 1341-1342, Charles de Blois s'empare de tout l'est de la Bretagne ainsi que de l'ouest du duché au printemps suivant. Seul le port de Brest, détenu par Jeanne de Flandre, l'épouse de Jean de Montfort, résiste encore. Renforcé par des soldats anglais commandés par Wauthier de Masny, il est secouru en juillet 1342 par les renforts promis par Édouard III. Cette victoire montfortiste marque un premier tournant dans la guerre de Succession de Bretagne, parmi les nombreux qui suivront.
Jean de Montfort est relâché en 1343 à la suite de la signature de la trêve de Malestroit mais est confiné dans ses terres dans l'est de la Bretagne. Il parvient à s'échapper en Angleterre en mars 1345, avant de retourner en Bretagne pour reprendre la ville de Quimper. C'est là qu'il meurt de maladie le 26 septembre 1345. Son jeune fils, prénommé lui aussi Jean, est toujours libre et en sécurité auprès d'Édouard III. Il poursuit la guerre lui-même une fois qu'il atteint l'âge adulte. Ses forces écraseront Charles de Blois à la bataille d'Auray en 1364, mettant définitivement un terme à la guerre.